# Hellmut Braun
Hellmut Braun (* 26. Juli 1913 in Saronno; † 26. Dezember 2008 in Lübeck) war ein deutscher Orientalist und Bibliothekar.

## Leben und Wirken
Hellmut Braun war der Sohn eines Werkmeisters, der für ein deutsches Unternehmen in Italien arbeitete. Er kam daher in der Lombardei zur Welt. Mit seinen Eltern zog er später in die Nähe von Esslingen am Neckar. Seine Schulausbildung beendete er dort 1932 mit dem Abitur. Danach studierte er Theologie, Griechisch, Hebräisch und orientalische Sprachen an der Universität Tübingen und der Universität Bonn. Von 1934 bis 1935 diente er beim Militär. Danach nutzte er eine neunmonatige Reise durch den Norden Finnlands, um finnische und lappische Sprachkenntnisse zu erwerben. Von 1936 bis 1939 studierte er Semistik, Islamkunde und Religionsgeschichte an der Universität Berlin und beendete das Studium mit der Diplomprüfung an der Auslandshochschule.
Während des Zweiten Weltkriegs kämpfte Braun in Russland, wo er 1941 schwer verletzt wurde und acht Monate in einem Lazarett lag. Im Februar 1943 heiratete er Rosemarie. Seine Frau begleitete ihn einen Monat später in die Türkei, wohin ihr Mann abkommandiert worden war. Bereits während des Krieges begann Braun mit Arbeiten an seiner Dissertation. Darin versuchte er eine bis dahin nicht erschlossene Darstellung des ersten Schahs der Safawiden. Die Universität Göttingen nahm die Arbeit nach Kriegsende 1946 an.
Braun arbeitete zunächst als Assistent im Bereich der Iranistik und wechselte 1949 als Bibliothekar an die Staats- und Universitätsbibliothek Hamburg. Er absolvierte 1952 die Fachprüfung für den Bibliotheksdienst an der Bayerischen Staatsbibliothek. An der Hamburg Bibliothek übernahm er kurze Zeit später die Leitung des alphabetischen Katalogs. Da er über fundiertes Wissen über die formale Katalogisierung verfügte, war er auch außerhalb Hamburgs in der Fachwelt bekannt. 1961 nahm er als einer der deutschen Delegierten an der internationalen Konferenz über die Grundsätze der alphabetischen Katalogisierung teil.
Neben den Tätigkeiten als Bibliothekar arbeitete Braun auch wissenschaftlich. Er habilitierte sich an der Hamburger Universität 1967 über den Iran und dessen Könige im Zeitraum von 1629 bis 1694. Außerdem lehrte er Iranistik. 1968 übernahm er von Hermann Tiemann die Stelle des Bibliotheksdirektors. Während seiner Dienstzeit installierte er in der Bibliothek eine neue elektronische Datenverarbeitung, die nachhaltig von Bedeutung war und die ab 1974 alle Neuerscheinungen nach den aktuellen Richtlinien der alphabetischen Katalogisierung erfasste.
Hellmut Braun gehörte von 1968 bis 2003 der Joachim-Jungius-Gesellschaft der Wissenschaften an. Von 1967 bis 1978 engagierte er sich im Vorstand der Maximilian-Gesellschaft. Von 1968 bis 1978 wirkte er im Kuratorium der Hamburgischen Wissenschaftlichen Stiftung. Im Ruhestand zog er nach Lübeck, wo er Ende 2008 verstarb.